# عملیات سندوج
عملیات سندوِج (انگلیسی: Operation Sandwedge) یک عملیات جمع‌آوری اطلاعات سری علیه دشمنان سیاسی دولت ریچارد نیکسون رئیس‌جمهور ایالات متحده بود. پیشنهاد این عملیات توسط رئیس ستاد نیکسون، هری رابینز هالدمن، دستیار امور داخلی جان ارلیچمن و کارمند جک کالفیلد در سال ۱۹۷۱ ارائه شد. کالفیلد، افسر پلیس سابق، طرحی را برای هدف قرار دادن حزب دموکرات و جنبش ضد جنگ ویتنام ایجاد کرد. این عملیات برای کمک به مبارزات انتخاباتی مجدد نیکسون در سال ۱۹۷۲ طراحی شده بود. عملیات سندوج شامل نظارت بر دشمنان نیکسون برای جمع‌آوری اطلاعات در مورد وضعیت مالی و فعالیت‌های جنسی آنها بود که از طریق عملیات کیف سیاه غیرقانونی انجام می‌شد. این عملیات نه تنها جنبش ضد جنگ ویتنام، بلکه رقبای درون حزب جمهوری‌خواه خود نیکسون را نیز هدف قرار می‌داد.